# Parampheres
Genre
Synonymes
- Metapachyloides Roewer, 1917
- Pertyana Mello-Leitão, 1927
- Callampheres Roewer, 1931
- Cezarella Mello-Leitão, 1932

Parampheres est un genre d'opilions laniatores de la famille des Gonyleptidae.

## Distribution
Les espèces de ce genre se rencontrent au Brésil au Santa Catarina et au Rio Grande do Sul, en Argentine dans la province de Misiones et en Uruguay.

## Liste des espèces
Selon World Catalogue of Opiliones (19/08/2021) :
- Parampheres bimaculatus (Mello-Leitão, 1932)
- Parampheres lucidus (Mello-Leitão, 1940)
- Parampheres pectinatus Roewer, 1913
- Parampheres tenebris Mori & Pinto-da-Rocha, 2014

## Publication originale
- Roewer, 1913 : « Die Familie der Gonyleptiden der Opiliones-Laniatores. » Archiv für Naturgeschichte, sér. A, vol. 79, no 4, p. 1–256 (texte intégral).